# Amtsbezirk Aigen
Der Amtsbezirk Aigen war eine Verwaltungseinheit im Mühlviertel in Oberösterreich.
Der Amtsbezirk war der Kreisbehörde für den Mühlkreis, die sich in Linz befand, unterstellt und besorgte deren Amtsgeschäfte vor Ort. Sein Sitz befand sich in Schlägl. Die Zuständigkeit erstreckte sich neben Aigen auf die damaligen Gemeinden Berdetschlag, Julbach, Klaffer, Schindlau, Schlägl, Schwarzenberg und Ulrichsberg und umfasste damals einen Markt und 53 Dörfer.